# Nebajoth
Nebajoth, Nabajot of Nabaiot, is de oudste zoon van Ismaël.
De nakomelingen van Nebajoth zijn de Nabateeërs die in delen van hedendaags Jordanië, Saudi-Arabië, Syrië, Irak en Israël woonden.